# Гоби
Го́би (монг. Говь, кит. 戈壁, пиньинь Gēbì, палл. Гэби) — обширный регион в Центральной Азии (на территории Монголии и Китая), третья по величине жаркая пустыня в мире, характеризующаяся пустынными и полупустынными ландшафтами. Гоби простирается на 1600 км с юго-запада на северо-восток и на 800 км с севера на юг. Площадь — 1 300 000 км² (по состоянию на 2007 год шестая по величине пустыня в мире и вторая по величине в Азии).
С древних времён эта местность была известна под именем «пустыня Шамо».
В целях предотвращения расширения пустыни правительством КНР реализуется проект «Зелёная китайская стена».
Археологи и палеонтологи провели раскопки в бассейне Немегэт в северо-западной части пустыни Гоби (в Монголии), где было обнаружено много останков разнообразных динозавров и прочих доисторических животных, к примеру, велоцирапторов, протоцератопсов, тарбозавров и зауролофов. Наиболее известна находка «Дерущихся динозавров», сцепившихся и погибших при обвале[уточнить] велоцираптора и протоцератопса. 

## Этимология
Слово «гоби» монгольского происхождения и означает «безводное место». Этим словом в Центральной Азии обозначают пустынные и полупустынные ландшафты.

## География
Гоби простирается от гор Монгольского Алтая и Тянь-Шаня на западе до Северокитайского плато на востоке; на севере Гоби переходит в степи Монголии, на юге регион ограничен горами Наньшань и Алтынтаг и рекой Хуанхэ. По совокупности пустынных территорий Гоби является крупнейшей пустыней Азии.

## Регионы
Гоби включает в себя несколько географических регионов: Заалтайская Гоби, Монгольская Гоби, Алашань (Алашаньская Гоби), Гашунская Гоби и Джунгария (Джунгарская Гоби).

### Заалтайская Гоби
Заалтайская Гоби — пустыня, расположенная на юго-западе Монголии, является частью цепочки пустынь Гоби. Ограничена Монгольским Алтаем на севере и горами Тас-Богдо и Цаган-Богдо на юге. Занимает бессточную замкнутую впадину Ингэни-Хобур на высоте 700—1800 м (минимальная высота 532 м), пересечённую сухими руслами временных водотоков (сайры). Почва каменистая, местами песчано-щебнистая.
Растительность редкая (саксаул, эфедра и другие), возле немногочисленных родников есть заросли тростника, тамариска, джиды, разнолистного тополя, верблюжьей колючки, на заболоченных, засоленных участках — солянки.
В Заалтайской Гоби сохранились антилопа джейран, кулан, изредка встречаются дикий верблюд, в горах — гобийский медведь.

### Монгольская Гоби
Монгольская Гоби (Шамо) — самая большая пустыня в составе Гоби, расположена в Монголии, в середине горного хребта Пешань, занимает часть восточной Джунгарии. Большую часть населения составляют кочующие монгольские и ойратские племена. Как и остальные пустыни в составе Гоби, слабо заселена.
На территории пустыни сохранились редчайшие гобийские эндемики.

### Алашань
Алашань — пустыня в Центральной Азии (Китай), составной регион пустыни Гоби («Алашанская Гоби»). Ограничена горами Наньшань на юго-западе, рекой Хуанхэ на юго-востоке; на севере, в районе монголо-китайской границы, переходит в Монгольскую Гоби. В её составе различают песчаные массивы Бадын-Джаран, Холалис, Тэнгэр и Уланпухо.

### Гашунская Гоби
Гашунская Гоби — равнина между восточными отрогами Тянь-Шаня и Хамийской впадиной на севере и горами Бэйшань на юге, в Синьцзян-Уйгурском автономном районе Китая. Является частью пустыни Гоби.
Рельеф полого-волнистый, со сложным лабиринтом широких лощин, разделённых плоскими холмами и скалистыми гривами относительной высоты до 100 м. Каменистая, частично галечная безводная пустыня; в замкнутых депрессиях — солончаки. Климат резко континентальный; абсолютные максимальные температуры летом до +40 °C, абсолютные минимальные зимой до −32 °C. Осадков менее 50 мм в год. Растительность сильно разреженная; по временно увлажняемым руслам — одиночные кусты тамариска, зайсанского саксаула, селитрянки; однолетние солянки. Среди животных — джейран, дикий осёл — кулан-джигетай, дикий верблюд, обильны грызуны и пресмыкающиеся.

### Джунгария
Джунгария (монг. Зүүнгар, кит. 準噶爾, каз. Жоңғария, уйг. جۇڭغار ئويمانلىقى‎) — пустыня в Центральной Азии, на северо-западе Китая, составной регион пустыни Гоби («Джунгарская Гоби»). Ограничена горами Монгольский Алтай на севере и востоке и Тянь-Шанем на юге. Крайний восток пустыни переходит в Монгольскую Гоби. Площадь 777 000 км². В её составе различают Дзосотын-Элисун, Карамалы, Коббе и др.
На территории пустыни находилось Джунгарское ханство.

## Климат
Гоби — это в целом холодная пустыня, на её дюнах бывают заморозки и иногда снег. Кроме того, что она находится довольно далеко на севере Китая, она также расположена на высоком плато (примерно на 910—1520 м над уровнем моря), что также способствует низким температурам. Среднегодовые температуры +1 °C — +9 °C. Климат пустыни Гоби резко континентальный, в связи с большой площадью пустыни и зависит от перепада высот над уровнем моря; колебания температур экстремальны по своему характеру: зимы не только очень холодные, но и сопровождаются сильнейшими ветрами (из сибирских степей), лето — исключительно жаркое. Температура Гоби может достигать температуры от −40 °C зимой до 45 °C летом. Годовая амплитуда температур в Гоби составляет 85 °C, суточная же амплитуда температур может достигать 35 °C.
| Высоты            | 1190 м | Улан-Батор (1150 м) |
| ----------------- | ------ | ------------------- |
| Среднегодовая     | −2,5   | −0,4                |
| Среднее за январь | −26,5  | −21,6               |
| Среднее за июль   | 17,5   | 18.2                |
| Предельные        | −47…34 | −42,2…39,0          |

В среднем в Гоби ежегодно выпадает примерно 194 мм дождя. Бо́льшая часть осадков выпадает летом.